# Morti nel 1992/Gennaio
| Questa pagina contiene informazioni ricavate automaticamente dalle voci biografiche con l'ausilio del template Bio e di un bot. L'aggiornamento è periodico e automatico e ricostruisce completamente la pagina. Se manca una persona in questa lista, sei pregato di non aggiungerla, ma accertati piuttosto che la sua voce biografica contenga il template Bio e che i dati anagrafici siano correttamente compilati. Se il template Bio manca, inseriscilo tu stesso o, in alternativa, metti l'avviso {{tmp\|Bio}} che ne segnala la mancanza. Se i dati riportati sono sbagliati, correggi direttamente la voce biografica; le modifiche saranno visibili in questa lista entro pochi giorni. Per chiarimenti vedi il progetto biografie. La lista contiene solo le 132 persone che sono citate nell'enciclopedia e per le quali è stato implementato correttamente il template Bio. Pagina aggiornata al 3 mar 2024. |

- 1º gennaio - Cele Abba, attrice italiana (n. 1906)
- 1º gennaio - Jack Badham, allenatore di calcio e calciatore inglese (n. 1919)
- 1º gennaio - Tonino Canu, cantante italiano (n. 1932)
- 1º gennaio - Leto Casini, presbitero italiano (n. 1902)
- 1º gennaio - Ennio D'Aniello, politico italiano (n. 1918)
- 1º gennaio - Grace Murray Hopper, matematica, informatica e militare statunitense (n. 1906)
- 1º gennaio - Alf Nilsen, calciatore norvegese (n. 1908)
- 2 gennaio - Virginia Field, attrice britannica (n. 1917)
- 2 gennaio - Tibor Gallai, matematico ungherese (n. 1912)
- 2 gennaio - Hedwig Haß, schermitrice tedesca (n. 1902)
- 2 gennaio - Ginette Leclerc, attrice francese (n. 1912)
- 2 gennaio - Dietrich Opitz, orientalista tedesco (n. 1901)
- 2 gennaio - Maurice Perrin, pistard francese (n. 1911)
- 2 gennaio - Aldo Spagnoli, pubblicitario italiano (n. 1906)
- 2 gennaio - Yaúca, calciatore portoghese (n. 1935)
- 3 gennaio - Judith Anderson, attrice australiana (n. 1897)
- 3 gennaio - Ubaldo Bellugi, poeta, commediografo e politico italiano (n. 1899)
- 3 gennaio - Akio Kashiwagi, imprenditore giapponese
- 3 gennaio - Domenico Meldolesi, ciclista su strada italiano (n. 1940)
- 3 gennaio - Gipo Poggi, calciatore e allenatore di calcio italiano (n. 1913)
- 3 gennaio - Gábor Szarvas, sollevatore ungherese (n. 1943)
- 3 gennaio - Radomiro Tomic, politico cileno (n. 1914)
- 4 gennaio - Salvatore Aversa, funzionario italiano (n. 1933)
- 4 gennaio - Antonio Ghiardello, canottiere italiano (n. 1898)
- 4 gennaio - Aldo Loreti, politico italiano (n. 1920)
- 4 gennaio - Alfonso Weber, calciatore svizzero (n. 1915)
- 5 gennaio - Rube Lautenschlager, cestista statunitense (n. 1915)
- 6 gennaio - Tino Neirotti, giornalista italiano (n. 1923)
- 6 gennaio - Pablo Sándiford, cestista ecuadoriano (n. 1922)
- 7 gennaio - Jean-Loup Eychenne, militare francese (n. 1957)
- 7 gennaio - Giulio Gaio, presbitero, politico e antifascista italiano (n. 1886)
- 7 gennaio - Gilles Lalay, pilota motociclistico francese (n. 1962)
- 7 gennaio - Cesare Marchi, scrittore, giornalista e personaggio televisivo italiano (n. 1922)
- 7 gennaio - Andrew Marton, regista, montatore e produttore cinematografico ungherese (n. 1904)
- 7 gennaio - Marco Matta, aviatore italiano (n. 1964)
- 7 gennaio - Silvano Natale, militare italiano (n. 1951)
- 7 gennaio - Gino Patroni, giornalista e scrittore italiano (n. 1920)
- 7 gennaio - Fiorenzo Ramacci, aviatore italiano (n. 1958)
- 7 gennaio - Enzo Venturini, militare italiano (n. 1941)
- 8 gennaio - Francesco Audisio, calciatore italiano (n. 1901)
- 8 gennaio - Anthony Dawson, attore britannico (n. 1916)
- 8 gennaio - Giuseppe Farfanelli, pugile italiano (n. 1915)
- 8 gennaio - Marjorie Kane, attrice statunitense (n. 1909)
- 8 gennaio - Miguel Roca Cabanellas, arcivescovo cattolico spagnolo (n. 1921)
- 8 gennaio - Nicolas Schöffer, artista ungherese (n. 1912)
- 9 gennaio - Steve Brodie, attore statunitense (n. 1919)
- 9 gennaio - Hans Jenny, geografo svizzero (n. 1899)
- 9 gennaio - Luigi Stipa, ufficiale e partigiano italiano (n. 1900)
- 9 gennaio - Leopold Vogl, calciatore austriaco (n. 1910)
- 10 gennaio - Roberto Bonomi, pilota automobilistico argentino (n. 1919)
- 10 gennaio - Maria Teresa Cristofano, poetessa e scrittrice italiana (n. 1902)
- 10 gennaio - Luciano Degara, calciatore italiano (n. 1912)
- 10 gennaio - Gianfranco Mariotti, politico italiano (n. 1939)
- 11 gennaio - Juan Funes, calciatore argentino (n. 1963)
- 11 gennaio - Davit' Hambarjowmyan, tuffatore sovietico (n. 1956)
- 12 gennaio - Antonio Sanna, medico e microbiologo italiano (n. 1917)
- 13 gennaio - Mehdi Abbasov, militare azero (n. 1960)
- 13 gennaio - Yvonne Bryceland, attrice sudafricana (n. 1925)
- 13 gennaio - Josef Neckermann, cavaliere tedesco (n. 1912)
- 14 gennaio - Elio Morri, scultore italiano (n. 1913)
- 14 gennaio - Jerry Nolan, batterista statunitense (n. 1946)
- 14 gennaio - Miran Schrott, hockeista su ghiaccio italiano (n. 1972)
- 14 gennaio - Ceslas Spicq, biblista e religioso francese (n. 1901)
- 14 gennaio - Flory Van Donck, golfista belga (n. 1912)
- 14 gennaio - Karl Zanon, politico e agronomo italiano (n. 1920)
- 15 gennaio - Ennio Cervellati, partigiano e politico italiano (n. 1906)
- 15 gennaio - Giuseppe Giliberti, politico italiano (n. 1919)
- 15 gennaio - Fritz Kraatz, hockeista su ghiaccio e dirigente sportivo svizzero (n. 1906)
- 15 gennaio - Dee Murray, musicista britannico (n. 1946)
- 16 gennaio - Ajahn Chah, monaco buddhista thailandese (n. 1918)
- 16 gennaio - Carl-Gustaf Lindstedt, attore, comico e personaggio televisivo svedese (n. 1921)
- 17 gennaio - Dorothy Alison, attrice australiana (n. 1925)
- 17 gennaio - Vincenzo Barra, politico italiano (n. 1915)
- 17 gennaio - Luigi Durand de la Penne, ammiraglio e politico italiano (n. 1914)
- 17 gennaio - Nunzia Fumo, attrice italiana (n. 1913)
- 17 gennaio - Cecilia Kin, scrittrice, critica letteraria e traduttrice russa (n. 1905)
- 17 gennaio - Cromie McCandless, pilota motociclistico britannico (n. 1921)
- 17 gennaio - Charlie Ventura, sassofonista statunitense (n. 1916)
- 18 gennaio - Aleksandr Al'metov, hockeista su ghiaccio sovietico (n. 1940)
- 18 gennaio - Eugen Dobrogeanu, ufficiale rumeno (n. 1913)
- 18 gennaio - George Hill, velocista statunitense (n. 1901)
- 18 gennaio - Ruby R. Levitt, scenografa statunitense (n. 1907)
- 19 gennaio - Micheline Béjaud, cestista francese (n. 1931)
- 19 gennaio - Pietro Di Donato, scrittore statunitense (n. 1911)
- 19 gennaio - George S. Odiorne, economista statunitense (n. 1920)
- 19 gennaio - Gianni Quondamatteo, etnologo, lessicografo e giornalista italiano (n. 1910)
- 20 gennaio - Milovan Gavazzi, etnologo croato (n. 1895)
- 20 gennaio - Tom McCarthy, hockeista su ghiaccio canadese (n. 1934)
- 21 gennaio - Mario Dal Pra, filosofo, storico della filosofia e partigiano italiano (n. 1914)
- 21 gennaio - Ugo Dettore, romanziere, traduttore e parapsicologo italiano (n. 1905)
- 21 gennaio - Franz Hanreiter, calciatore austriaco (n. 1913)
- 21 gennaio - Edward Koiki Mabo,  australiano (n. 1936)
- 22 gennaio - A. J. Antoon, regista teatrale statunitense (n. 1944)
- 22 gennaio - Liesel Bach, aviatrice e scrittrice tedesca (n. 1905)
- 22 gennaio - Fernand Buyle, calciatore belga (n. 1918)
- 22 gennaio - Billy Graham, pugile statunitense (n. 1922)
- 22 gennaio - Giovanni Scher, canottiere italiano (n. 1915)
- 22 gennaio - Francisco Urroz, calciatore cileno (n. 1920)
- 22 gennaio - Luigi Vanzi, regista italiano (n. 1924)
- 23 gennaio - Freddie Bartholomew, attore, produttore televisivo e regista televisivo irlandese (n. 1924)
- 23 gennaio - Ian Wolfe, attore statunitense (n. 1896)
- 24 gennaio - Ken Darby, compositore statunitense (n. 1909)
- 24 gennaio - Giulio Grassini, generale italiano (n. 1922)
- 24 gennaio - Manuel Guitián, attore spagnolo (n. 1900)
- 24 gennaio - Klaes Karppinen, fondista finlandese (n. 1907)
- 24 gennaio - Liu Yunqiao, artista marziale cinese (n. 1909)
- 24 gennaio - Tina Chow, modella e gioielliere statunitense (n. 1950)
- 24 gennaio - Ricky Ray Rector, criminale statunitense (n. 1950)
- 24 gennaio - Luigi Taddei, pittore svizzero (n. 1898)
- 25 gennaio - Guido Buzzelli, fumettista, illustratore e pittore italiano (n. 1927)
- 25 gennaio - Enzo Venturini, allenatore di calcio e calciatore italiano (n. 1916)
- 26 gennaio - José Ferrer, attore e regista portoricano (n. 1912)
- 26 gennaio - Hans Schulze, pallanuotista tedesco (n. 1911)
- 27 gennaio - John Alcorn, grafico e illustratore statunitense (n. 1935)
- 27 gennaio - Francesco Anniballi, attore e stuntman italiano (n. 1940)
- 27 gennaio - Gwen Ffrangcon Davies, attrice inglese (n. 1891)
- 27 gennaio - Henriette von Schirach, scrittrice tedesca (n. 1913)
- 28 gennaio - Oscar De Mejo, compositore italiano (n. 1911)
- 28 gennaio - Clark Tippet, danzatore e coreografo statunitense (n. 1954)
- 28 gennaio - Mehmet Ali Yalım, cestista turco (n. 1929)
- 29 gennaio - Shlomo Ben Zeev, cestista israeliano (n. 1941)
- 29 gennaio - Gino Corradini, calciatore, allenatore di calcio e dirigente sportivo italiano (n. 1929)
- 29 gennaio - Willie Dixon, contrabbassista statunitense (n. 1915)
- 29 gennaio - Jean-Louis Jeanmaire, militare e insegnante svizzero (n. 1910)
- 29 gennaio - Emilio Marchesini, attore italiano (n. 1930)
- 30 gennaio - Ole Bakken, cestista canadese (n. 1922)
- 30 gennaio - Anton Beleš, calciatore slovacco (n. 1920)
- 30 gennaio - George Frederick James Temple, matematico britannico (n. 1901)
- 30 gennaio - Adelmo Toffanetti, calciatore italiano (n. 1919)
- 31 gennaio - Ioan Cherteș, arcivescovo cattolico rumeno (n. 1911)
- 31 gennaio - Ludwig Geyer, ciclista su strada tedesco (n. 1904)
- 31 gennaio - Mel Hein, giocatore di football americano statunitense (n. 1909)